# Bruce El-mesmari
Bruce El-mesmari Sangochian (Cancún, México; 23 de abril de 2002) es un futbolista mexicano de origen libanés y armenio. Juega de extremo y su equipo actual es el Querétaro Fútbol Club.

## Trayectoria
El-mesmari entró a las inferiores del Club Pachuca a los 13 años. Promovido al primer equipo en 2021, solo estuvo en la banca en la Liga MX. En junio de ese año, se anunció que el jugador dejaría el club al término de su contrato.
El 9 de julio de 2021, El-mesmari fichó con Las Vegas Lights de la USL Championship estadounidense. Debutó en la USL el 27 de julio en la victoria por 3-1 sobre el Orange County SC.
En junio de 2022 dejó Las Vegas y se incorporó al equipo sub-20 del Club América.
Debutó en la Liga MX el sábado 15 de julio en la fecha 3 del Apertura 2023 en la victoria por 3-0 de las Águilas ante el Club Puebla entrando al 90’ por Kevin Álvarez.

## Selección nacional
Como internacional por la selección sub-17 de México, formó parte del plantel que ganó el Campeonato Sub-17 de la Concacaf de 2019 y jugó en la Copa Mundial de Fútbol Sub-17 de 2019, donde lograron el segundo lugar.

## Estadísticas
Actualizado al último partido disputado el 7 de mayo de 2022
| Club                            | Div.          | Temporada     | Liga  | Liga  | Copas nacionales | Copas nacionales | Copas internacionales | Copas internacionales | Total | Total |
| Club                            | Div.          | Temporada     | Part. | Goles | Part.            | Goles            | Part.                 | Goles                 | Part. | Goles |
| ------------------------------- | ------------- | ------------- | ----- | ----- | ---------------- | ---------------- | --------------------- | --------------------- | ----- | ----- |
| Las Vegas Lights Estados Unidos | 2.ª           | 2021          | 17    | 1     | 0                | 0                | 0                     | 0                     | 17    | 1     |
| Las Vegas Lights Estados Unidos | 2.ª           | 2022          | 5     | 0     | 1                | 0                | 0                     | 0                     | 6     | 0     |
| Las Vegas Lights Estados Unidos | Total club    | Total club    | 22    | 1     | 0                | 0                | 0                     | 0                     | 23    | 1     |
| Total carrera                   | Total carrera | Total carrera | 22    | 1     | 0                | 0                | 0                     | 0                     | 23    | 1     |

## Palmarés

### Títulos nacionales
| Título  | Club    | País   | Año  |
| ------- | ------- | ------ | ---- |
| Liga MX | América | México | 2023 |

### Títulos internacionales
| Título                           | Club                       | País           | Año  |
| -------------------------------- | -------------------------- | -------------- | ---- |
| Campeonato Sub-17 de la Concacaf | selección sub-17 de México | Estados Unidos | 2019 |